# کومو سارالی
کومو سارالی (به گرجی: ქვემო სარალი، به ترکی آذری: Aşağı Saral) یک منطقهٔ مسکونی در گرجستان است که در شهرداری مارنئولی واقع شده‌است. کومو سارالی ۱٬۳۷۰ نفر جمعیت دارد.